# 普洛斯凱 (敖德薩州)
47°59′10″N 29°52′12″E / 47.98611°N 29.87000°E
普洛斯凱（羅馬化：Ploske）是位於烏克蘭西南部的村莊，由敖德萨州波迪利斯克区的巴爾塔市鎮負責管轄。該村距離巴爾塔10公里，始建於1782年，面積5.13平方公里，海拔高度130米，2001年人口999。